# Troglarmadillo cavernae
Troglarmadillo cavernae là một loài chân đều trong họ Armadillidae. Loài này được Arcangeli miêu tả khoa học năm 1957.